# وارینگزفورد
وارینگزفورد (به انگلیسی: Waringsford) یک روستا در بریتانیا است که در شهرستان داون واقع شده‌است. وارینگزفورد ۱۲۹ نفر جمعیت دارد.